# Hans Driesch
Hans Adolf Eduard Driesch (Bad Kreuznach, 28 oktober 1867 - Leipzig, 16 april 1941) was een Duits bioloog en filosoof. Hij is voornamelijk bekend vanwege zijn vroeg experimenteel onderzoek in de embryologie alsook voor zijn neovitalistische filosofie dat gecentreerd was rond het concept van entelechie: het leven kon volgens Driesch niet verklaard worden als een zuiver fysisch of chemisch proces. Hij wordt ook wel beschouwd als de eerste bioloog die een dier kloonde in de jaren 1880. Zijn denken wordt traditioneel onder de noemer van de levensfilosofie geplaatst.

## Leven
Hans Driesch werd geboren in Bad Kreuznach op 28 oktober 1867 in een Duits middelklassegezin. Hij werd door zijn vader naar de prominente Gelehrtenschule des Johanneums, Hamburg gestuurd tot 1886. Zijn interesse in de zoölogie ontstond al vroeg, voornamelijk door toedoen van de vele dieren die zijn moeder in huis had. Hij begon in 1886 zijn studie geneeskunde onder August Weismann aan de universiteit van Freiburg. In 1887 woonde hij ook colleges in de zoölogie bij van Ernst Haeckel, Oscar Hertwig en in de plantkunde bij Christian Ernst Stahl aan de universiteit van Jena. In 1888 studeerde hij dan weer natuurkunde en scheikunde aan de universiteit van München. Daar verkreeg hij zijn doctoraat in 1889. Driesch academische interesses waar zeer uitgebreid en besloegen zowel de wiskunde en natuurkunde als de biologie en filosofie.
Driesch' carrière als professor verliep voorspoedig. Hij werkte aan verscheidene Duitse universiteiten, met name in Leipzig, de stad waarvan hij later ereburger zou worden. Zijn onderwijsactiviteiten wisselde hij af met enkele lange wereldreizen. Zo heeft hij onder andere Plymouth, India en Lesina bezocht. In 1891 werkte hij aan het Stazione Zoologica in Napels waar hij zijn experimenten met zee-egels deed, die voor de rest van zijn carrière bepalend waren en leidde tot zijn vitalistische overtuiging.
Vanaf 1900 was hij privégeleerde in Heidelberg. In 1907 en 1908 kreeg hij de gelegenheid in Aberdeen de prestigieuze Gifford lectures, op het gebied van natuurlijke theologie, te houden. Die gelegenheid was ook William James en Henri Bergson ten deel gevallen. De Gifford lectures mondden uit in het werk Philosophie des Organischen (1921), dat kan gezien worden als zijn belangrijkste filosofische werk. Na deze lezingen verkreeg hij verschillende posten in de filosofie aangeboden, onder andere aan de Ruprecht-Karls-universiteit, universität zu Köln en de universiteit Leipzig. Vanaf 1924 liet hij zich ook in met de parapsychologie en was dan ook van 1926 tot 1926 voorzitter van de Society for Psychical Research. Andere werken van hem zijn Ordnungslehre (1912), Wirklichkeitslehre (1917), Leib und Seele (1916), Grundprobleme der Psychologie (1926) en Parapsychologie (1932).
Drieschs zijn vitalistisch begrip van de natuur werd misbruikt door het opkomend nationaalsocialisme en als pseudowetenschappelijke grond aangebracht voor de door de nazi's gepropageerde idee van de Duitse volksgeest. Driesch zelf was echter pacifistisch ingesteld en werd grotendeels om die reden in 1933 ook gedwongen zijn emeritaat op te nemen en het werd hem onmogelijk gemaakt nog te doceren. Hij stierf tijdens de Tweede Wereldoorlog op 16 april 1941 in Leipzig. Hij was getrouwd met Margarete Reifferscheidt en had twee kinderen.

## Denken
De academische interesse van Driesch wordt gekenmerkt door een op het eerste gezicht vreemde overgang van de experimentele biologie en het empirische natuuronderzoek naar de filosofie. Beginnend met zijn onderzoek naar zee-egelembryo’s, eindigde hij als een metafysicus, die schreef over de menselijke ziel, ethiek, psychologie en parapsychologie. Driesch zelf zag hier echter geen discontinuïteit in. Zijn metafysische bespiegelingen stonden voor hem altijd in het teken van de onderbouwing van zijn allereerste biologische vondsten. Zowel in de experimenten als in zijn filosofie was hij namelijk op zoek naar de aard van het leven zelf.
Het denken van Driesch paste heel duidelijk in de aan het begin van de 20e eeuw populaire filosofische stroming van de levensfilosofie met onder anderen Henri Bergson en Wilhelm Dilthey. Deze filosofen legden de nadruk op het feit dat het leven centraal moest staan en niet kon herleid worden tot de mechanistische dode materie. Driesch deelde deze opvatting en stelde dat het leven enkel kon begrepen worden vanuit een zekere externe teleologie: er was een externe kracht die het leven leidde. Het levend organisme, aldus Driesch, is fundamenteel iets anders dan een mechanisch werkende machine. Het leven staat onder de hoede van wat hij entelechie noemt: een boven-tijdruimtelijk beginsel dat het groeiende organisme net zo lang differentieert tot het een draagkrachtige eenheid vormt.
Een fundamentele ontdekking in het begin van zijn carrière als bioloog lag ten grondslag aan zijn entelechie-concept: zijn experimenten met zee-egelembryo’s, uitgevoerd in een Napolitaans laboratorium in de jaren 90 van de 19e eeuw. Tot zijn verrassing ontdekte Driesch dat hij deze embryo’s tot op zekere hoogte kon beschadigen of mutileren zonder blijvend letsel voor het ontkiemende embryo zelf. De overgebleven cellen waren gedurende een zekere periode in staat de totale functies van het restembryo over te nemen. Driesch concludeerde hieruit dat niet de interne celstructuur, maar een celexterne realiteit die niet celmatig gelokaliseerd kan worden, de harmonische uitgroei van dit organisme bepaalt. Hij noemde dit externe beginsel ‘entelechie’, naar een vergelijkbaar concept van de Griekse filosoof Aristoteles.
Machines kunnen weliswaar ook een zekere doelgerichtheid bezitten, maar deze is altijd statisch, terwijl de doelmatigheid van het leven enkel kan begrepen worden als een dynamisch proces: machines kunnen enkel de mogelijkheden realiseren die ze hebben meegekregen bij hun vervaardiging, terwijl organismen daarentegen vrij kunnen inspelen op de omstandigheden en zich kunnen aanpassen aan de omgeving en zich herstellen van verwondingen. Deze dynamische teleologie moest men toeschrijven aan de entelechie die Driesch dan ook definieerde als de Einheitswerdebestimmer (eenheidsstichtende kracht) of etwas Beharrliches im Werden (iets blijvends in het wordingsproces), ganzmachende Kausalität (heelmakende oorzakelijkheid) of zelfs seelenartiger Faktor (zielmatige factor).
Verder werd het leven vooral getypeerd door de unieke vorm van celdifferentiatie die ervoor zorgde dat de embryo uitgroeide tot een samenhangend geheel van organen en weefsels die allen noodzakelijk zijn. Ook bestond het verschil tussen de organische en anorganische materie eruit dat anorganische systemen altijd parasiteren op hun omgeving en er altijd fundamenteel op steunen, terwijl het leven weliswaar ermee in verband staat, maar er niet geheel mee verbonden is. Een menselijk wezen leeft van, niet op of in zuurstof. Een organisme heeft een externe relatie tot de omgeving, een anorganisch lichaam een interne. Deze unieke kenmerken verkreeg het leven door de inwerking van de entelechie, die naast de normale natuurwetten (zoals de wet van behoud van energie, het entropisch beginsel), die ook op het leven inwerken, zijn invloed uitoefent.

### Herinnering en geheugen
Verder maakt hij ook nog het onderscheid tussen entelechie en psychoïde. 'Psychoïde' is een term die Driesch gebruikt om het aspect van de entelechie te beschrijven dat het menselijk bewustzijn en het innerlijk aanstuurt en leidt. Het staat dus voor het proces dat de ontwikkeling van het innerlijke (denken, willen en voelen) mogelijk maakt. Entelechie zelf staat hier tegenover als datgene wat het morfogenetische en lichamelijke aspect van het leven bepaalt.
Dit onderscheid is belangrijk omdat Driesch beweerde dat de entelechie eveneens een psychische dimensie had, namelijk dat van het geheugen of de herinnering. Hier maakte hij een onderscheid tussen primair en secundair willen. Primair willen is willen op basis van het instinct en dus los van de bewuste ervaring, terwijl die invloed van de ervaring net typerend is voor het secundaire willen. Het primair of instinctief willen wordt volgens Driesch geleid door de entelechie en meer concreet het 'geheugen' van de entelechie. Het onderscheid tussen primair en secundair willen is dan ook alleen op de psychoïde van toepassing. Primair willen bestaat dus uit een soort onbewuste innerlijke neiging. Hierbij verwees Driesch naar Eduard von Hartmann en Arthur Schopenhauer die beiden over deze onbewuste processen schreven. Hij schrijft:
"Het is nu echter mijn vaste overtuiging dat wij gedwongen zijn, vitalistische autonome actoren (Agentien) toe te laten, die geen ervaring, dat wil zeggen geen “secundaire” vermogens bezitten en toch met een specifiek weten en willen begaafd zijn."

### Hogere metafysica
Op enkele plaatsen in zijn werk liet Driesch zich ertoe verleiden meer in het algemeen enkele aanwijzingen voor het bestaan van een ‘hogere’ metafysica op te sommen, dat wil zeggen: een leer waarin niet alleen voor entelechie en psychoïde, maar ook voor ‘occulte’ of ‘paranormale’ verschijnselen plaats is. In zijn metafysica bestaat de werkelijkheid uit verschillende lagen of naturen.
In zijn Wirklichkeitslehre somde hij drie naturen op. Als eerste verwees hij naar de onbezielde, anorganische natuur; hierin doen zich immers krachten of potentialen voor die geheel op afstand werken, zoals magnetisme, elektriciteit en energie. Vervolgens noemde hij de bezielde, organische natuur. Hier kan naar de entelechie worden verwezen. Deze is niet werkzaam im Raum, maar in den Raum hinein; ze bevindt zich buiten tijd en ruimte en werkt daar op in. Ten derde wees Driesch op de hypothetische mogelijkheid (aan het slot van de Philosophie des Organischen ook al omstandig uitgemeten) van een bovenpersoonlijke Überentelechie: een zich door afzonderlijke organismen heen verwerkelijkende grotere eenheid. Fylogenie oftewel soortvorming kan als voorbeeld van een proces geleid door deze derde natuur worden genoemd.
In de Philosophie des Organischen voegde Driesch hier een drietal verdere indicaties aan toe, die de voorgaande enigszins uitwerken. Allereerst het morele gevoel van de mens, dat hem als het ware uitbreidt tot voorbij zijn lichamelijke, ‘fysische’ grenzen. Vervolgens het al eerder vernoemde vermogen van de herinnering. In de herinnering en het geheugen houdt de mens heden en verleden bijeen. Uit het feit dat herinneringen niet constant present zijn, maar wel ‘tevoorschijn’ kunnen worden gehaald, leidde Driesch af dat er een onbewuste basis moet zijn waarop ons bewustzijn rust, en die het tevens overschrijdt. De derde aanwijzing voor de geldigheid van een hogere metafysica trof Driesch aan in de fysische werkelijkheid, waarin er een samenhang en een continuïteit kan worden ontdekt die niet uitsluitend afhankelijk is van het menselijk brein. De van de berg afrollende steen rolt continu door, ook als ik even niet kijk, en blijkt telkens op de plaats te zijn waar ik hem ook verwacht.
Al deze overwegingen, zegt Driesch, kunnen we beschouwen als vensters waardoorheen we het absolute kunnen zien. Al zijn het ook vensters met matglas ervoor.